# Corymbia haematoxylon
Corymbia haematoxylon är en myrtenväxtart som först beskrevs av Joseph Henry Maiden, och fick sitt nu gällande namn av Kenneth D. Hill och Lawrence Alexander Sidney Johnson. Corymbia haematoxylon ingår i släktet Corymbia och familjen myrtenväxter. Inga underarter finns listade i Catalogue of Life.